# إنجر إليزابيث هانسن
إنجر إليزابيث هانسن (بالنرويجية البوكمول: Inger Elisabeth Hansen)‏ هي كاتِبة وكاتبة للأطفال وشاعرة نرويجية، ولدت في 20 أبريل 1950 في أوسلو في النرويج.